# Попов, Борис Николаевич (писатель)
Борис Николаевич Попов (25 июля 1909, Уссурийск —15 сентября 1986, Новосибирск) — русский советский поэт и прозаик. Член Союза писателей СССР и России.

## Биография
Родился в семье рабочего. С 1926 г. — разнорабочий. Работал землекопом на строительстве Южно-Сибирской магистрали. Позже — заведующим клубом-читальней в Барнауле, был руководителем агитколлектива.
С 1929 — режиссёр-культмассовик в клубах Баку, Новосибирска, Барнаула. После службы в РККА в армии с 1932 работал в Горно-Алтайске журналистом, председателем исполкома Горсовета, был на партийной работе.
Умер в Новосибирске. Похоронен на Заельцовском кладбище (квартал 53).

## Творчество
Дебютировал в 1930 году со сборником стихов «Пульс пятилетки» (Баку, 1930), первая книга, изданная в Сибири — «Золотые початки». Автор романов и повестей, в том числе, для детей и юношества, книг воспоминаний, сборников стихов.

## Избранные произведения
- Стихи для детей. 1955;
- Это ты, молодость: Роман-воспоминание. 1968;
- Красный бант: Повесть для детей.1972;
- Кир из Порт-Артура. 1974;
- Юность без галстука. 1979;
- Рост: Роман. 1987.

## Источник
- Н. Н. Яновский. Русские писатели Сибири XX века. Н-ск., 1997.